# Pietro Ferrea
Pietro Ferrea (Genova, 5 giugno 1848 – Genova, 30 giugno 1915) è stato un medaglista e imprenditore italiano.

## Biografia

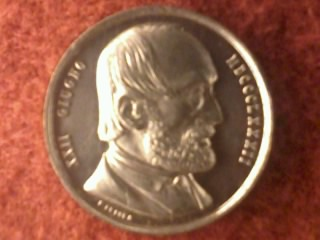
Medaglia per l'inaugurazione del monumento a Giuseppe Mazzini in Genova nel 1882, realizzata da Pietro Ferrea e conservata presso i musei di Strada Nuova.

Nato dai fornai Giovanni e Luigia Parodi, sesto di undici fratelli, Ferrea crebbe nel demolito quartiere genovese di Borgosacco, sito ove si trova l'attuale piazza De Ferrari.
Intorno al 1860, da quanto lui affermato, inizia la sua carriera di medaglista ma di quel periodo non sono pervenuti lavori.
Entrò nell'Accademia ligustica di belle arti nel dicembre 1861, ispirato dal cugino Pacifico, entratovi nel 1859 ma chiamato alle armi al posto del fratello e suicidiatosi sotto le armi nel 1864, e su ispirazione di Michele Canzio e Francesco Ravano, entrambi professori dell'accademia e residenti nel piccolo quartiere di Borgosacco.
Come primo insegnante all'accademia il Ferrea ebbe Giovanni Battista Novaro, nipote di Canzio e fratello di Michele, colui che musicò l'inno d'Italia. Il Ferrea strinse una forte amicizia con il Novaro, frequentandolo anche al di fuori dell'accademia insieme a Gandolin e Vittorio Gaetano Grasso.
Dal luglio 1862 iniziò a frequentare i corsi di disegno di Gerolamo Tubino, che vide Ferrea tra i suoi studenti sino al gennaio 1865, quando Pietro lasciò l'accademia.
Ferrea ritornerà ad essere allievo dell'accademia dal 2 febbraio 1870 per lasciarla definitivamente alla fine del 1875.
Negli stessi anni in cui frequentò l'accademia, 1873, il Ferrea si iscrisse alla Società Ginnastica Ligure Cristoforo Colombo, di cui resterà socio e sostenitore sino alla morte.
Nel 1879 arriva la prima importante commissione: una medaglia in onore del marchese Domenico Serra per la sua vedova Clelia Durazzo da parte della "Società mutua cooperatrice per la provvista di viveri e di abitazioni".
Avviata una fabbrica, il Ferrea ebbe tra i suoi committenti, oltre ai privati, il comune di Genova, la Regia Marina, società sportive come la Colombo e la Fiorente, scuole pubbliche e private e, nonostante le sue simpatie per la massoneria, associazioni cattoliche.
Nel 1892 realizzerà delle medagliette commemorative per l'esposizione Italo-americana tenutasi a Genova per il quarto centenario della scoperta dell'America.
Alla ditta collaborarono anche i figli Attilio ed Ettore, avuti dalla moglie Teresa Ardito, che dapprima lo affiancheranno e poi, a partire dal 1912, lo sostituiranno nella gestione dell'azienda di famiglia. Sempre nel 1912 il Ferrea si dedicò una medaglia commemorativa, in cui oltre al suo ritratto erano riportate le date 1860-1912, quasi ad indicare il suo ritiro dall'attività.
Nel 1913 viene creato professore emerito dell'Accademia Ligustica, ove tenne numerose lezioni. 
Morirà il 30 giugno 1915 a causa di una congestione cerebrale e verrà seppellito accanto alla moglie, deceduta il 4 ottobre 1908, al cimitero monumentale di Staglieno.
Nella sua carriera il Ferrea si avvalse anche della collaborazione di vari artisti, tra cui spiccano Giovanni Battista Fasce ed Edoardo De Albertis.
Alcune sue medaglie sono conservate presso i musei di Strada Nuova in Genova.

## La "Pietro Ferrea"
Il Ferrea avviò il suo laboratorio nel 1870, a cui darà il proprio nome ovvero "Pietro Ferrea". Manterrà la sua conduzione sino al 1912, quando verrà sostituito dai figli Attilio ed Ettore. Morto il padre, i due fratelli gestiranno l'azienda durante i difficili anni della Grande Guerra, ove registreranno lauti guadagni dovuti alle committenze belliche. Morto Attilio nel 1931, Ettore sarà costretto a mettere in liquidazione nell'ottobre del 1937 l'azienda, che sarà acquisita da altri imprenditori nel novembre dello stesso anno e che la rinomineranno "Fabbrica Genovese La Medaglia". Essa verrà acquisita nel 1955 da Giovanni Benzo, e da esso rinominata "Arte della Medaglia".